# Rod Strickland
Rodney "Rod" Strickland (* 11. Juli 1966 in Bronx, New York City) ist ein ehemaliger US-amerikanischer Basketballspieler, der 17 Jahre in der NBA aktiv war.

## Spielerkarriere
Nachdem Strickland drei Jahre für die DePaul University gespielt hatte, wurde er von seinem Heimatverein, den New York Knicks an 19. Stelle im NBA-Draft 1988 ausgewählt. In New York spielte er hinter Mark Jackson als dessen Ersatz und brachte es in seinem ersten Jahr auf 8,9 Punkte und 3,9 Assists sowie eine Berufung ins NBA All-Rookie Second Team.
Da die New Yorker mit Jackson und Strickland zwei gleichwertig talentierte Point Guards in ihren Reihen hatten, beschlossen sie Strickland 1990 für Maurice Cheeks zu den San Antonio Spurs zu transferieren. Bei den Spurs wurde er nomineller Starter auf der Point-Guard-Position und erreichte mit den Spurs dreimal in Folge die Play-offs. Seinen Durchbruch feierte er allerdings erst mit seinem Wechsel zu den Portland Trail Blazers im Jahre 1992. Er erzielte in seinen vier Spielzeiten bei den Blazers 17 Punkte und 8,6 Assists im Schnitt und erreichte jedes Jahr mit dem Team die Play-offs. Im Sommer 1996 wurde er gemeinsam mit Harvey Grant für Rasheed Wallace und Mitchell Butler getauscht. An der Seite von Chris Webber und Juwan Howard erreichten die Bullets 1997, zum ersten Mal nach acht Jahren, die Play-offs. 1998 führte Strickland die NBA in Vorlagen mit 10,5 Assists pro Spiel an. Er wurde am Ende ins All NBA Second Team berufen. Dies war der Höhepunkt seiner Karriere, danach baute er langsam ab, so dass er 2001 wieder nach Portland zurückgeschickt wurde. In seinen fünf Spielzeiten für die Bullets/Wizards erzielte Strickland 15,5 Punkte, 9 Assists und 1,6 Steals pro Spiel. Er verließ Portland noch im selben Jahr und wechselte zu den Miami Heat. Seine letzten Stationen waren dann die Minnesota Timberwolves, Orlando Magic, Toronto Raptors und Houston Rockets. In keinem der Teams blieb er länger als ein Jahr. Er beendete seine Karriere 2005 als einer der besten Passgeber der NBA-Geschichte und rangiert derzeit in der ewigen Liste auf Platz 10. (Stand: 27. Februar 2015)
Obwohl Strickland während der 1990er Jahre zu den besten Spielern auf seiner Position zählte, wurde er nie in das NBA All-Star Game berufen.

## Trainertätigkeit
Nach seiner Karriere arbeitete Strickland zunächst unter Cheftrainer John Calipari an der University of Memphis und der University of Kentucky im administrativen Bereich. Später arbeitete er als Assistenztrainer an der University of South Florida.

## Sonstiges
Strickland ist der Patenonkel von Basketballstar Kyrie Irving.